# Саудовско-рашидийская война
Саудовско-рашидийская война — вооружённый конфликт между силами, лояльными дому Саудов эмирата Эр-Рияд (Неджд и Хаса) и эмиратом Джебель-Шаммар (Хаиль), во главе с домом Рашидидов. Эмират был поддержан 8 батальонами пехоты Османской империи. Война длилась с 1903 по 1907 год. Этот конфликт также называют первой Саудовско-Рашидийской войной или же Битвами за Касим. Большая часть войны велась в виде спорадических сражений, то есть конфликт состоял из спонтанных битв. Они закончились захватом региона Эль-Касим войсками эмирата Эр-Рияда, после победы этой стороны конфликта в битве за Касим 13 апреля 1906, однако в 1907 году также происходили столкновения.

## Ход событий

### Битва при Унайзе (1904)
Битва при Унайзе произошла в начале войны, в ней победил эмират Джебель-Шаммар во главе с Абд аль-Азизом Аль Рашидом, их потери составили 2 человека, эмирата Эр-Рияд 370 человек.

### Битва при Бурайде (19??)
Потери неизвестны.

### Битва при Бекерии (1904)
Эта битва состоялась 15 июня 1904 года и была одной из самых главных битв в войне, именно на неё пришлось более 80 процентов погибших в войне. Во главе Джебель-Шаммарского войска вновь выступил Абд аль-Азиз Аль Рашид, его противников возглавил Абдул-Азиз Аль Сауд. В итоге победа досталась эмирату Эр-Рияд, потери эмирата Хаиль составили от 300 до 500 человек, 1000—1500 человек из батальонов Османской империи погибли.

### Битва при Шинане (1904)
Битва при Шинане произошла 29 сентября 1904 года в городе Шинан Касимского региона, после победы Эр-Рияда в битве при Бекерии Абдул-Азиз Аль Сауд планировал завоевать весь регион Касим. Столкновение закончилось победой эмирата Неджда и Хасы. После поражения османские и джебель-шаммарские войска оставили в городе множество припасов, которые перешли победителям. Потери Эр-Рияда составили более 35 человек, насчёт потерь Хаиля данных нет.

### Битва при Равдат-Муханне (1906)
Битва при Равдат-Муханне была крупным сражением, состоявшимся 12 апреля 1906 года в районе Касима. После поражений Абд аль-Азиз Аль Рашид принял решение пойти на союз с лидерами региона. На этот раз войско Неджда и Хасы возглавил Ибрагим ибн Акил, целью было уничтожить союз до того, как он разрастётся. В битве вновь одержал победу Эр-Рияд, в её ходе был убит Абд аль-Азиз Аль Рашид. Победа Ибрагим ибн Акила положила конец османскому присутствию в Неджде и Касиме к концу октября 1906 года.

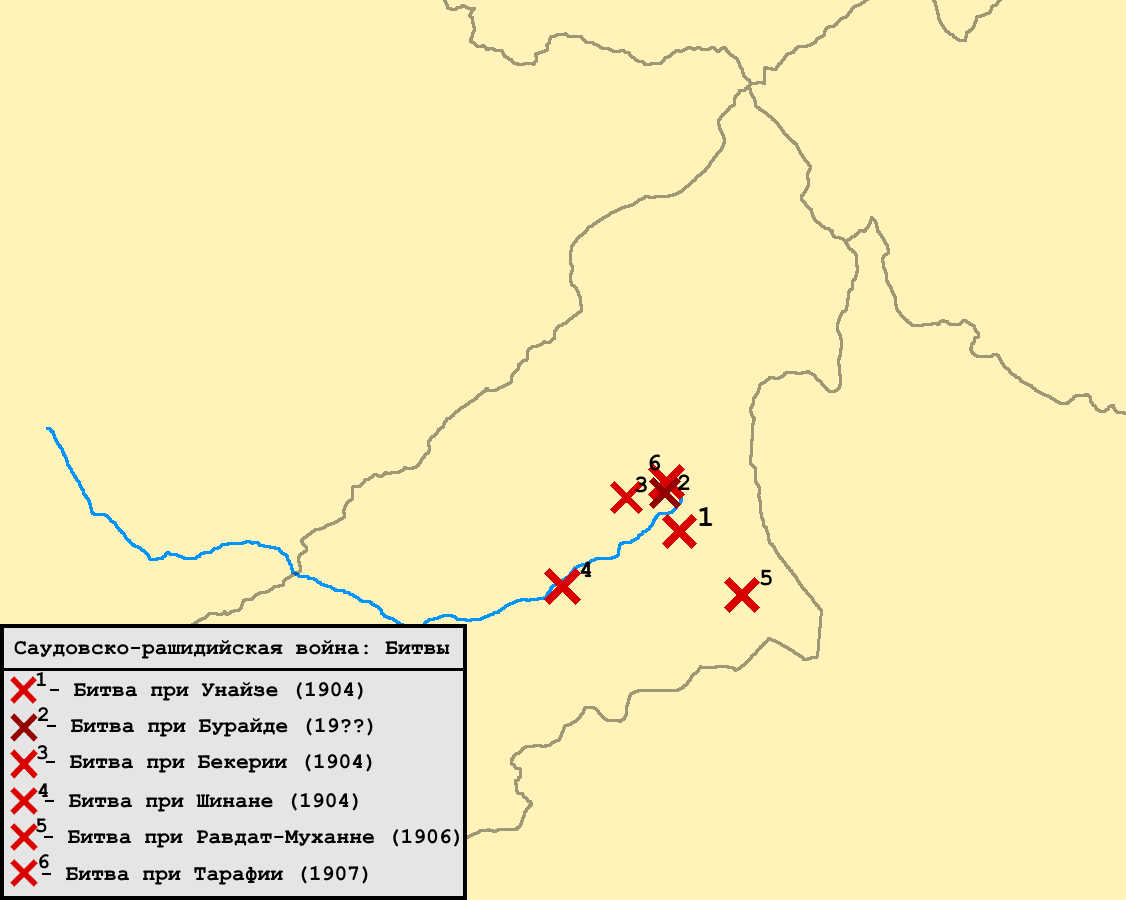
Карта битв Саудовско-рашидийской войны

### Битва при Тарафии (1907)
Битва при Тарафии состоялась 24 сентября 1907 года. Причиной этому послужила казнь двоюродного брата Абалхаила, эмира Касима, после чего он решил отомстить Абдул-Азиз Аль Сауду, вступив в союз с Рашидидами. Также был заключён союз с бывшими союзниками Эр-Рияда: Фейсалом Аль-Дувайшем, лидером клана Мутаир и войсками Ихвана. Победу одержал Абдул-Азиз Аль Сауд. Потери сторон неизвестны.

## Результаты
В итоге земли Касима закрепились за Эр-Риядом, после войны Джебель-Шаммар пришёл в упадок и был ликвидирован в 1921 году в ходе саудовской кампании.